# Vesce de Cachoubie
Espèce
Classification phylogénétique
La Vesce de Cachoubie (Vicia cassubica) est une espèce de plantes à fleurs de la famille des Fabacées.

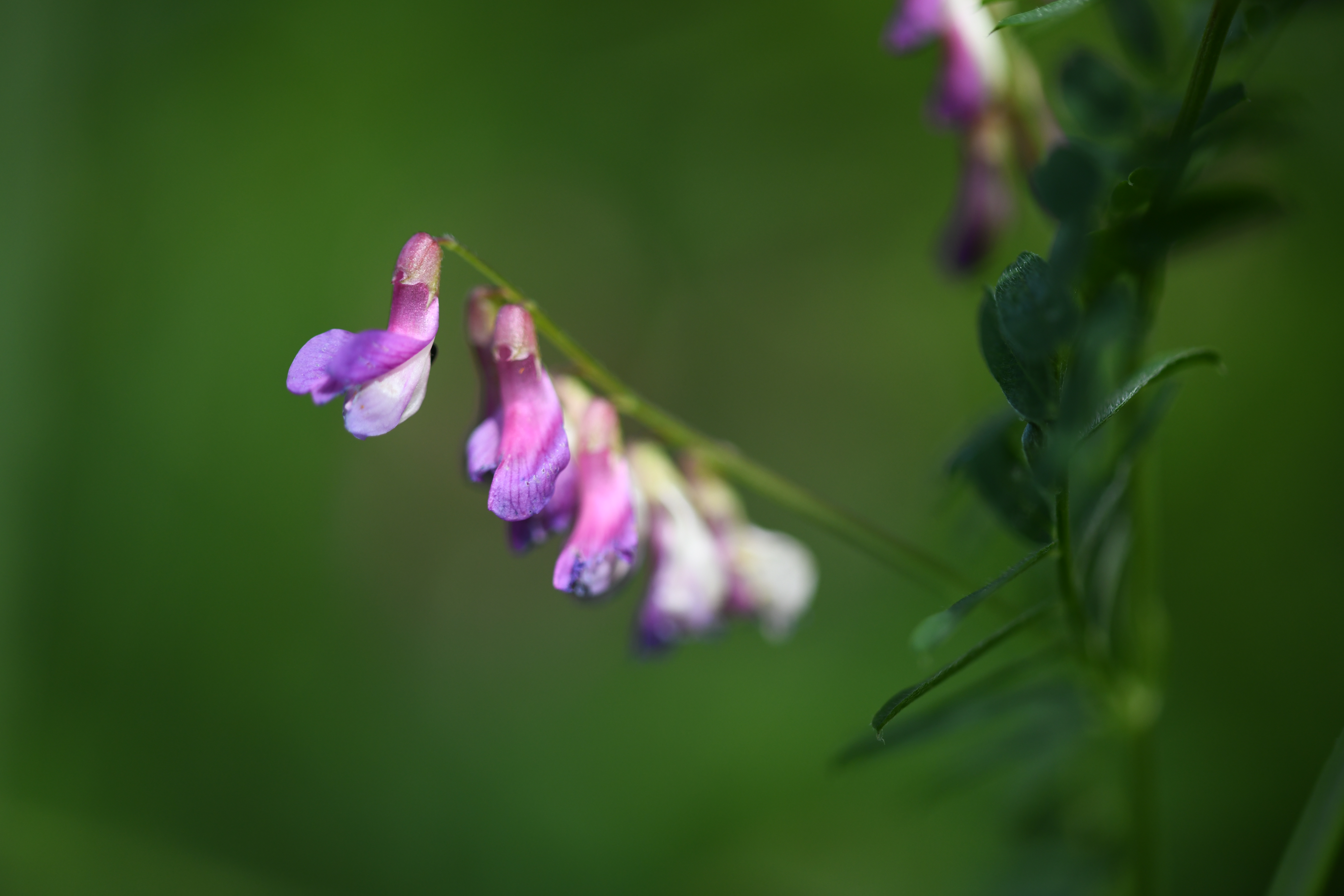
.
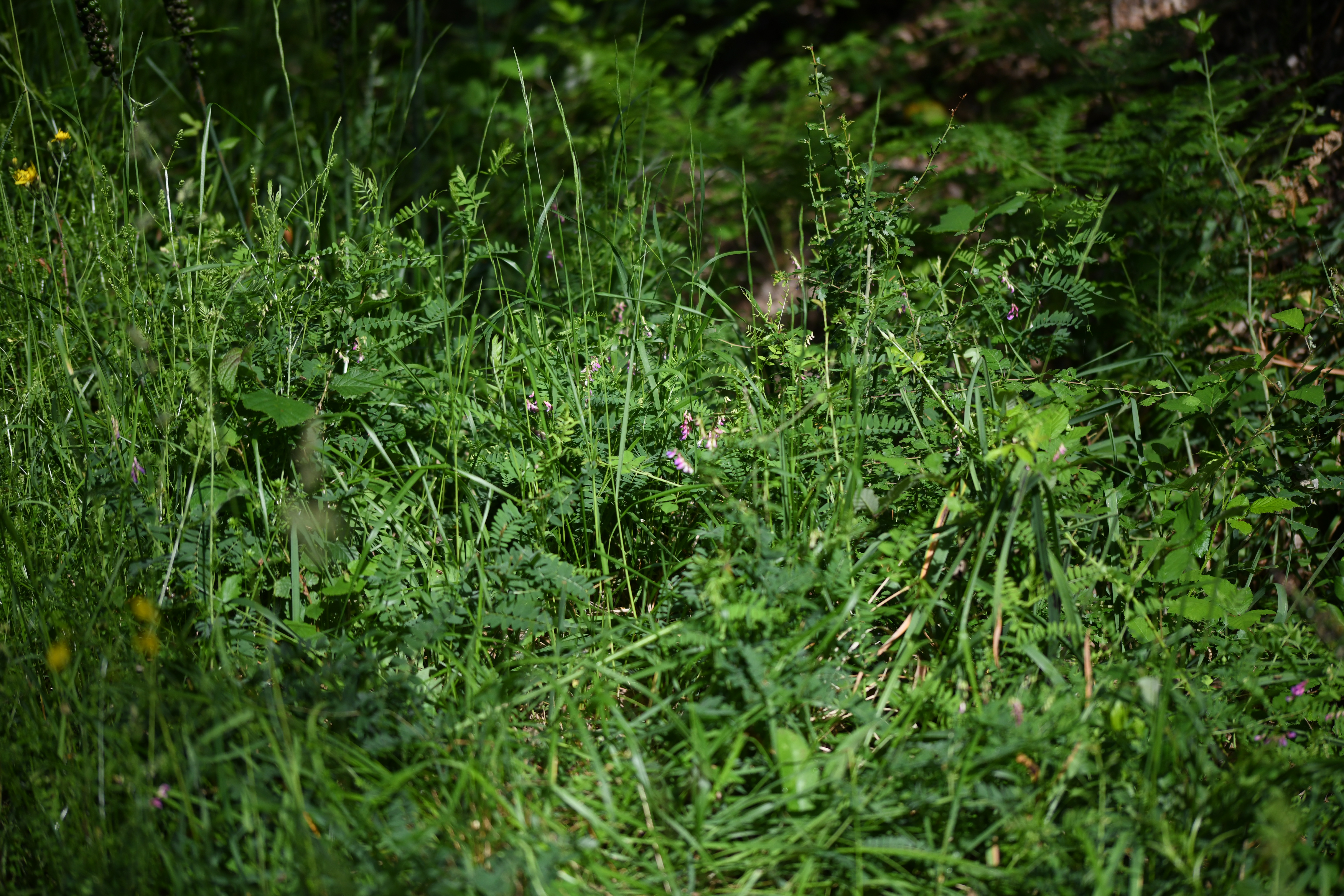
.

- Vicia cassubica | Forêt de Vouillé | 07.06.2021.
- Vicia cassubica | Forêt de Vouillé | 07.06.2021.